# Aulacigaster korneyevi
Aulacigaster korneyevi – gatunek muchówki z podrzędu krótkoczułkich i rodziny Aulacigastridae.
Gatunek ten opisany został w 2011 roku przez Alessandrę Rung i Wayne’a Mathisa. Epitet gatunkowy nadano na cześć dipterologa Walerija Kornejewa.
Muchówka o ciele długości od 2,9 do 3,3 mm i długości skrzydła od 2,9 do 3 mm. Nadustek jest wydłużony, ponad 3,5 raza dłuższy niż szeroki. Czoło ma pośrodku jedwabiście owłosione, szerokie i mocne wgłębienie. Płytka czołowo-orbitalna ubarwiona jest brązowo lub ciemnobrązowo. Wzgórek oczny i ciemię są na większej części nagie. Nie występuje środkowa szczecinka ciemieniowa. Czułki są jasnożółte do żółtawych i mogą być przyciemnione na wierzchu. Pierwszy człon biczyka jest wydłużony i pochylony. Ich stosunkowo długa arista ma prostą nasadową ⅓ z podwójnym rzędem odgałęzień oraz zygzakowato wyglądającą część wierzchołkową z naprzemiennie odchodzącymi gałązkami. Głaszczki mają barwę brązowawą. Na tułowiu tarczka jest trójkątna i silnie wysklepiona, a szczecinki środkowe grzbietu ustawione w jednym rzędzie. Skrzydła mogą mieć pośrodku brązowy znak, a u samca ich żyłka kostalna pozbawiona jest silnych kolców. Samiec ma placowate przysadki odwłokowe i tak długi jak surstylus tylny wyrostek gonopodu.
Owad krainie neotropikalny, znany wyłącznie z Kostaryki. Poławiany głównie na liściach epifitów z rodziny bromeliowatych.